# Louis-Parfait Merlieux
Pour les articles homonymes, voir Merlieux.
Louis-Parfait Merlieux, né le 27 novembre 1796 à Paris où il est mort le 8 septembre 1865, est un sculpteur français.
Il se marie avec Charlette Polack (1798-1849) dont il a un enfant, Edouard (1826-1900). Devenu veuf, il se remarie en 1854 avec Caroline Perchaud.
Il a été élève de Pierre Cartellier à l'École nationale supérieure des beaux-arts de Paris, qu'il a intégré en 1812.
Il sculpte notamment les bustes de Cuvier, de Soufflot (bibliothèque Sainte-Geneviève) et trois archanges de la fontaine Notre-Dame.

## Œuvres
- Paris :
  - cimetière du Père-Lachaise :
    - Pierre-André Latreille, buste ornant la tombe de l'entomologiste, 39e division ;
    - Henri-Marie Ducrotay de Blainville, buste ornant la tombe du zoologiste ;
    - Tombe de Denis Decrès.

  - Institut national de jeunes sourds de Paris, bibliothèque : L'abbé de l'Épée, 1836, buste en bronze[6].
  - place de la Concorde : fontaines de la Concorde.
  - square Jean-XXIII : fontaine de la Vierge.